# Maria Vacratsis
Maria Vacratsis ist eine kanadische Schauspielerin. 
In der englischen Synchronisation von Sailor Moon spricht sie Königin Metaria.

## Filmographie (Auswahl)
- 1984: Hangin’ In
- 1985: Nachtstreife (Night Heat, Fernsehserie, 1 Folge)
- 1985: Zuchthaushyänen (Turning to Stone)
- 1986: The Boys from Syracuse
- 1986: Four on the Floor
- 1987: Die Waffen des Gesetzes (Street Legal, Fernsehserie, 1 Folge)
- 1988: Katts und Dog (Katts and Dog, Fernsehserie, 1 Folge)
- 1989: Verhängnis auf Bestellung (Destiny to Order)
- 1994: So trieben es die wilden Cowboys (Sodbusters)
- 1995: Verschwörung der Patrioten (The Shamrock Conspiracy)
- 1995: Tommy Boy – Durch dick und dünn (Tommy Boy)
- 1995: Side Effects – Nebenwirkung
- 1994–1995: Amanda und Betsy (Ready or Not, Fernsehserie, 3 Folgen)
- 1997: Ein Mountie in Chicago (Due South , Fernsehserie, 1 Folge)
- 1998: Anna und der Geist (Giving Up the Ghost)
- 1997–1998: Gänsehaut – Die Stunde der Geister (Goosebumps, Fernsehserie, 3 Folgen)
- 1999: Tag der Vergeltung – Du hast meinen Sohn missbraucht (Judgment Day: The Ellie Nesler Story)
- 1999: Versiegelt mit einem Kuss (Sealed with a Kiss)
- 2000: Akte Zack (The Zack Files, Fernsehserie, 1 Folge)
- 2002: My Big Fat Greek Wedding – Hochzeit auf griechisch
- 2002–2003: Degrassi: The Next Generation
- 2007: Unsere kleine Moschee (Little Mosque on the Prairie, Fernsehserie, 1 Folge)
- 2010: Being Erica – Alles auf Anfang (Being Erica, Fernsehserie, 1 Folge)
- 2014: Murdoch Mysteries (Fernsehserie, 1 Folge)
- 2015: Ein Date mit Miss Fortune (A Date with Miss Fortune)
- 2016: My Big Fat Greek Wedding 2
- 2016: Die ZhuZhus (The ZhuZhus, Zeichentrickserie, 1 Folge, Stimme)
- 2018: Mamma Mia! Here We Go Again